# Mewa (nowela)
Mewa (tyt. oryg. ang. Jonathan Livingston Seagull) – nowela autorstwa Richarda Bacha z fotografiami Russell Munson. Wydana w 1970 przez Avon Books, edycję polską, w tłumaczeniu Radosława Zubka, wydał Dom Wydawniczy Rebis w 1995 w serii "Biblioteka Nowej Myśli".
Książka w swoim czasie była wielkim bestsellerem w środowiskach studenckich Stanów Zjednoczonych.
Książka, przesycona ideami buddyzmu i chrześcijaństwa, pokazuje jak ważna w życiu każdego człowieka jest wolna wola, odrzucenie krępujących nakazów i zakazów, wreszcie pokazuje siłę dobroci i miłości.

## Fabuła
Bohaterem opowieści jest mewa o nazwisku Jonathan Livingston Seagull (seagull – ang. mewa). Jonathan jest młodą mewą, uczącą się dopiero poprawnie latać. Jednak jest w nim coś co powoduje, że nie kusi go zwyczajne życie przeciętnej mewy – szukanie jedzenia, hałaśliwa walka o łup. On pragnie czegoś więcej. Poszukiwania Jonathana – dziwaczne ćwiczenia sztuki lotu, wprawiają w konsternację nawet jego rodziców. Ale nic nie było w stanie odwieść go od tego co kocha najbardziej – nauki latania. Mimo iż kosztuje go to wiele wysiłku i bólu, Jonathan nie ustaje w próbach i osiąga coraz większe sukcesy. Niestety, Stado tego kompletnie nie rozumie – zostaje publicznie okryty hańbą i wykluczony ze społeczności. Jednak wkrótce otrzymuje nagrodę za swe poświęcenie – spotyka innych odmieńców. Tam, w nowym Stadzie, uczy się jeszcze więcej. Uczy się rzeczy transcendentnych. Nie – umiejętności latania, ale – wiary w tę umiejętność. Gdy to pojmuje, może przemieszczać się gdzie chciał – w przestrzeni i czasie. Potem przebywa następny próg wtajemniczenia – poznaje znaczenie dobroci i miłości. Wtedy wraca do swego starego stada i zaczyna uczyć młodego Fletchera Lynda Seagulla, a potem inne młode mewy. Każdy nowy uczeń Jonathana jest kolejno wyklinany ze Stada przez starszych, ale nic nie jest w stanie powstrzymać wybuchu wolności.